# Вінцент Корвін-Госевський
Вінцент Корвін-Госевський, чи Гонсевський (лит. Vincentas Aleksandras Korvinas Gosievskis, пол. Wincenty Korwin Gosiewski ; ~ 1620, Волчин — 29 листопада 1662, Острина) — воєначальник і державний діяч Великого князівства Литовського у Речі Посполитій, представник шляхетського роду гербу Сліповрон.

## Життєпис
Народився в родині відомого дипломата Олександра Госевського, воєводи смоленського. Навчався в Болонському університеті.
Брав участь у придушенні повстання Хмельницького, зокрема в битві під Лоєвом 1649.
Був обраний маршалком сейму у Варшаві 21 листопада — 24 грудня 1650 року.
15 вересня 1651 року разом з Адамом Киселем, смоленським воєводою Юрієм Глібовичем, брацлавським підсудком Миколаєм Коссаковським у супроводі 600 драгунів прибули до Білої Церкви для проведення перемовин з Б. Хмельницьким та його старшиною. Перемовини з Б. Хмельницьким тривали недовго, домовились щодо більшої частини умов Корони, які були менш вигідні, ніж Зборівські угоди. 19 вересня разом з Ю. Глібовичем прибули для укладення остаточного миру. Після початку прочитання укладених домовленостей, де йшлось про відновлення влади шляхти та панщини, прості козаки та повстанці підняли бунт, в тому числі проти гетьмана, тому він з послами заховався у замку, а потім вийшов врукопашну втихомирювати натовп, Іван Виговський вказував, що серед послів немає поляків — тільки русини та литвини. Також натовп втихомирювали Адам Хмелецький, Матвій Гладкий, Іван Богун, Михайло Громика, полковники. Незадоволені почали обстріл вікон (одна татарська стріла ледь не потрапила А. Киселю в голову) та кидали каміння. Посли вибрались із замку під прикриттям гетьмана та старшини, які змушено використали зброю (гетьман булавою вбив кілька бунтівників). Супровід залишив послів тільки посеред степу, вважаючи їх становище безпечним. Однак натовп селян і татар догнав А. Киселя та послів, висадив з екіпажів, забрав у них речі, дороцінності, обдер обшивку ридванів. Кисіль з Косаковським оцінили збитки в 30000 зл., Глібович з Гонсевським — по 100000.
Після початку Московсько-польської війни (1654—1667 років) Госевський діяв зі своїм військом в литовській частині держави, де зазнав поразки при облозі Могильова (1655). Під час «Шведського потопу» Госевський спочатку керував командуванням литовськими військами на боці шведського короля Карла X Густава, слідуючи політиці Януша і Богуслава Радзивілів (котрі перейшли на бік шведів), але пізніше повстав проти них зі своїм військом і знову приєднався до Речі Посполитої.
У боротьбі зі шведами дійшов до Варшави. Учасник облоги Тикоцинa та невдалої битви під Варшавою (1656), за якою шведи знову зайняли столицю Польщі. 8 жовтня 1656 у битві під Простками вщент розбив бранденбурзьке та шведське військо. Взяв у полон князя Богуслава Радзівілла. Наступна битва під Філіпповим (22 жовтня 1656) закінчилася поразкою, під час хаосу битви Богуславу Радзивіллу пощастило втекти. У 1658 боровся зі шведами в Інфляндії та Жемайтії.
Після відновлення військових дій проти Московського Царства восени 1658 року потрапив до полону у битві під Верками і провів в ув'язненні чотири роки. Після звільнення отримав знову всі займані ним посади, ставши одним з прихильників короля Яна II Казимира в його протистоянні з бунтуючою шляхтою. У 1662 був схоплений опозиційними королю литовськими конфедератами і розстріляний.

### Посади
Стольник (1646), підскарбій і писар великий литовський (1652), генерал артилерії литовської (1651), польний гетьман литовський (1654).

## Нащадки
У шлюбі з Магдаленою Конопацькою (? — 1694) мав сина і двох дочок:
- Богуслав — єпископ-суфраган білоруський[джерело?], єпископ смоленський (не залишив спадкоємців)
- Тереза — вийшла заміж за: 1. Юзеф Богуслав Слушка, польний гетьман литовський, староста віленський, 2. Казимир Ян Сапєга, воєвода віленський і гетьман великий литовський, обидва шлюби були бездітними
- Софія — дружина підстолія коронного Олександра Пшиємського.

Після смерті Вінцента вдова вийшла заміж за краківського підкоморія князя Януша Кароля Чорторийського.

## Зображення

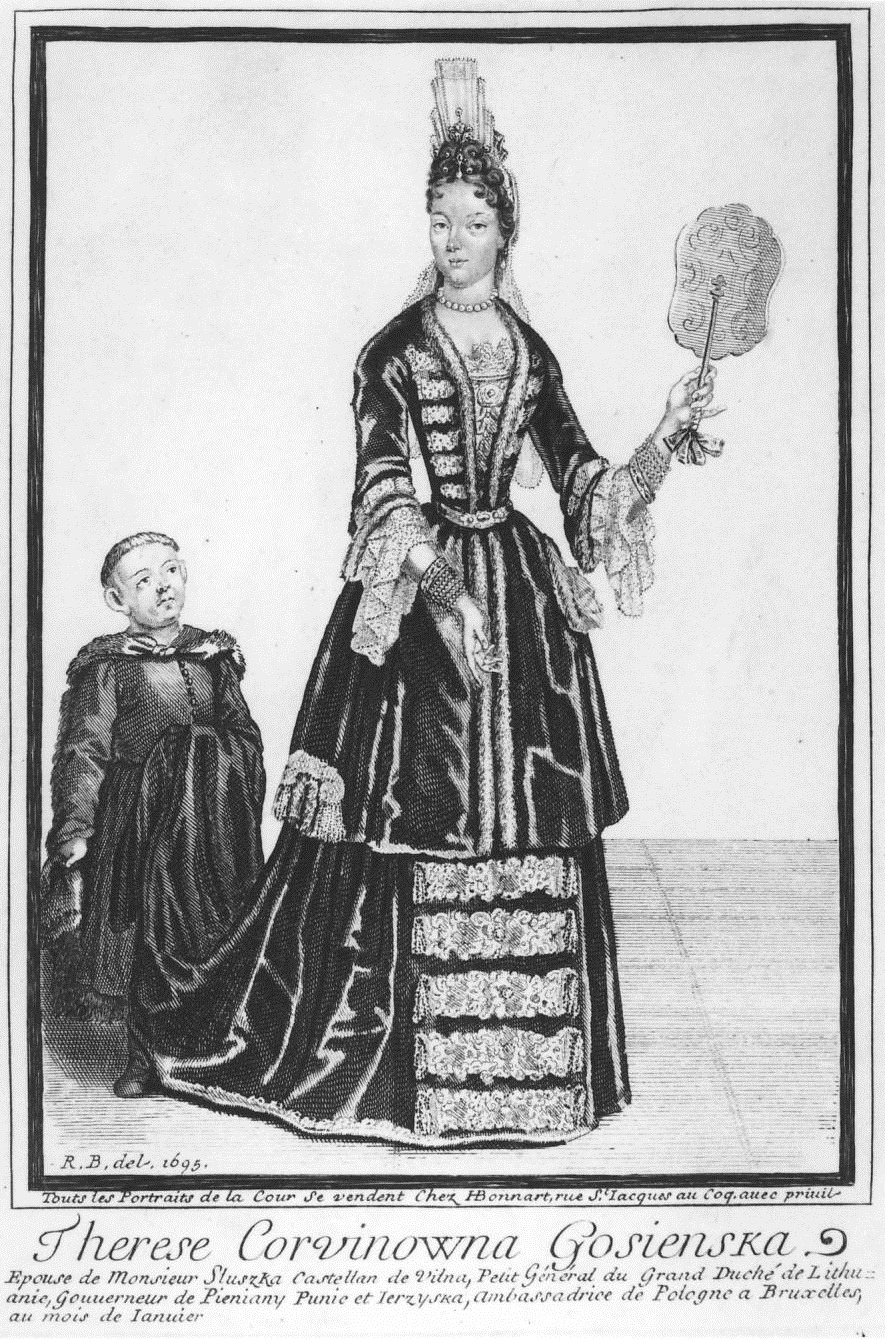
Донька Тереза Корвін-Госевська 1695
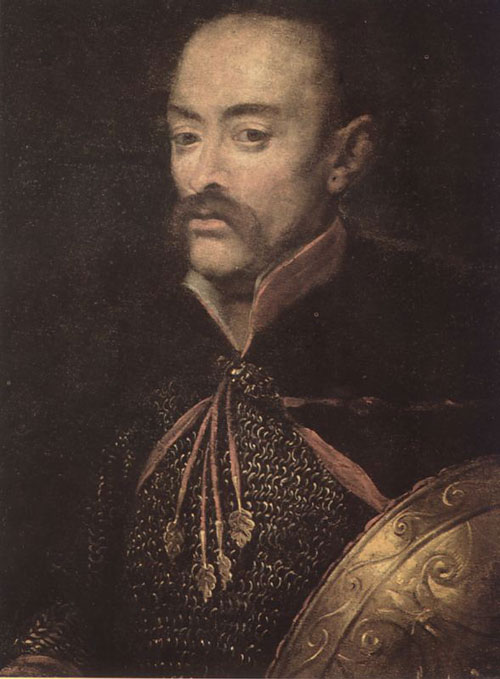
Вінцент, Даніель Шульц 1662
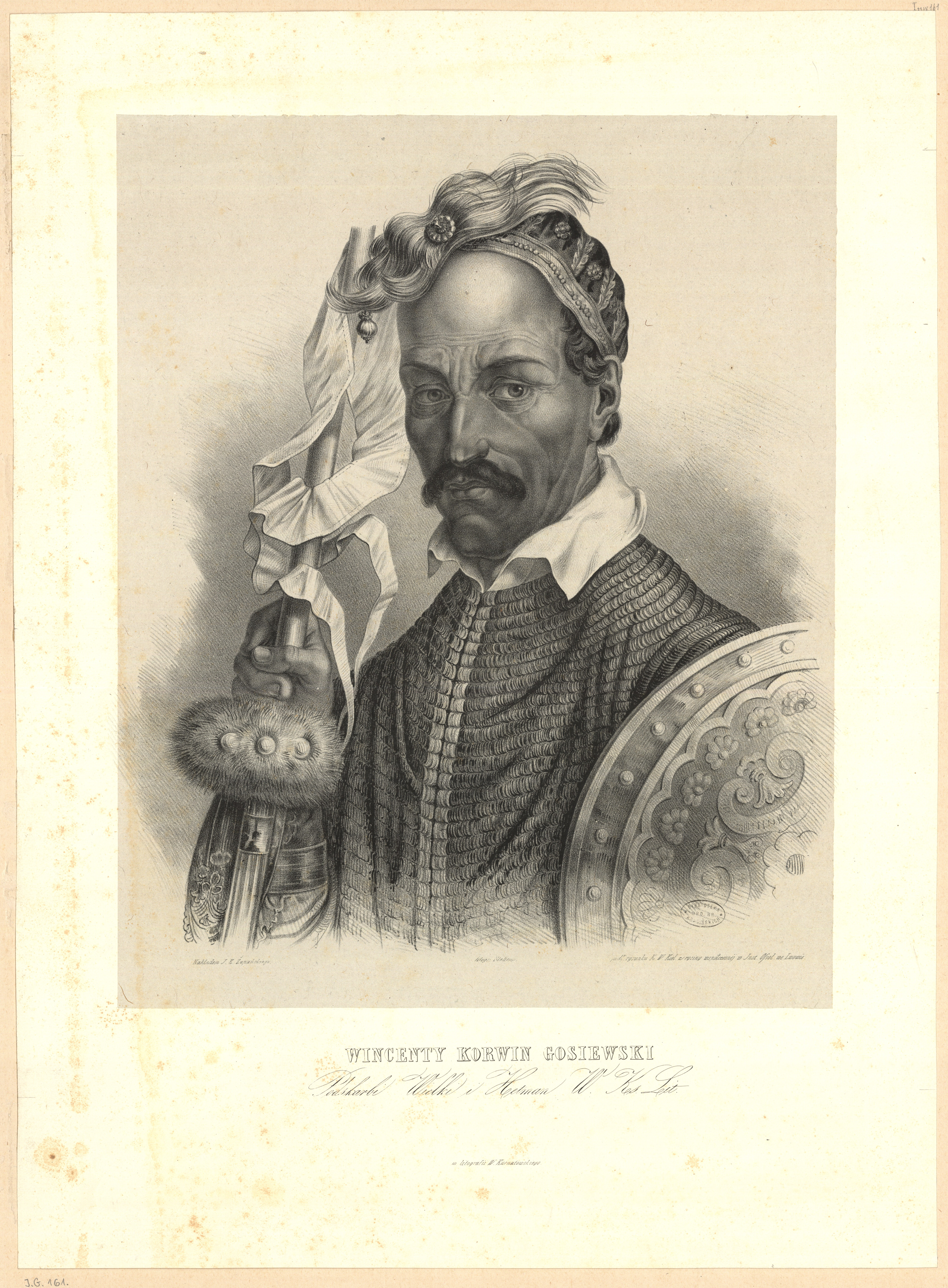
Вінцент, Steffens, Carl Heinrich 1843